# Antillicharis facetus
Antillicharis facetus är en insektsart som beskrevs av Otte, D. och Perez-gelabert 2009. Antillicharis facetus ingår i släktet Antillicharis och familjen syrsor. Inga underarter finns listade i Catalogue of Life.